# Юкагирські мови

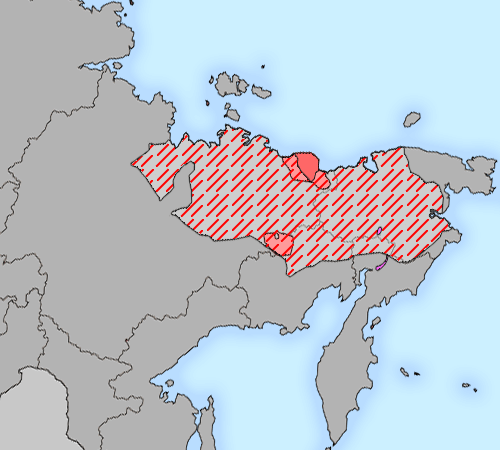
Географічне поширення юкагирських мов у XVII столітті (штрихування) і наприкінці XX століття (суцільний фон). Чуванці, які нині говорять по-чукотськи та по-російськи, відзначені рожевим.

Юкагирські мови (юкагиро-чуванські, одульські) — сім'я споріднених мов, якими говорять юкагири, сибірський народ, що проживає в басейні річки Колима. Раніше юкагиро-чуванські мови були поширені на великій території Північно-Східної Азії, з XVIII століття їх носії були частково асимільовані чукчами, частково росіянами.

## Питання класифікації
Дотепер збереглися дві юкагирських мови:
- Північноюкагирська мова (тундрова)
- Південноюкагирська мова (колимська)

Раніше існувало іще щонайменше дві мови:
- Омокська мова
- Чуванська мова

Спорідненість з іншими мовними сім'ями достеменно не доведено, але мовознавці висували припущення про спорідненість юкагирських мов з уральськими або нівхськими мовами, і, відповідно, з мовами ностратичної макросім'ї.
Юкагирські мови перебувають під сильною загрозою зникнення.

## Писемність
У юкагирів існувала малюнкова (ідеографічна) писемність, якою користувалися виключно жінки для своїх любовних послань. Юкагирську писемність на основі кирилиці було створено в 1980-і роки.
Наразі для юксгирської мови існує 2 варіанти абетки. Один з них створений на основі Якутської:
| А а | Б б | В в | Г г | Ҕ ҕ | Д д   | Дь дь | Е е | Ё ё   | Ж ж |
| З з | И и | Й й | К к | Л л | Ль ль | М м   | Н н | Нь нь | Ҥ ҥ |
| О о | Ө ө | П п | Р р | С с | Т т   | У у   | Ф ф | Х х   | Ц ц |
| Ч ч | Ш ш | Щ щ | Ъ ъ | Ы ы | Ь ь   | Э э   | Ю ю | Я я   |     |

Цим алфавітом користуються в Республіці Саха та інших містах Сибіру. У деяких виданнях використовується також літера Ԝ ԝ.
В книжках з Санкт-Петербургу, користуються алфавітом, схожим на «Сахинський» варіант, але замість літер Ҕ ҕ й Ҥ ҥ використовують Ӷ ӷ і Ӈ ӈ відповідно.
Існує й взагалі окрема абетка:
| А а   | Аа аа | Б б   | В в | Г г | Ғ ғ   | Д д   | Дь дь | Е е   | Ё ё   | Ж ж | З з |
| И и   | Ии ии | Иэ иэ | Й й | К к | Л л   | Ль ль | М м   | Н н   | Нь нь | Ң ң | О о |
| Оо оо | Ӧ ӧ   | П п   | Р р | С с | Сь сь | Т т   | У у   | Уу уу | Уӧ уӧ | Ф ф | Х х |
| Ц ц   | Ч ч   | Ш ш   | Щ щ | Ъ ъ | Ы ы   | Ь ь   | Э э   | Ю ю   | Я я   |     |     |

## Юкагирська література
Відомі літературні твори, створені юкагирськими мовами, зокрема такими поетами та письменниками, як:
- Дьячков Г. О. (1946–1983)[12];
- Курилов С. М. (1935–1980)[13];
- Курилов Г. Н. (Улуру Адо) (н. 1938) — юкагирський поет, прозаїк, публіцист, драматург, перекладач та педагог, учений-лінгвіст та етнограф;
- Спиридонов М. І., відомий під псевдонімом Текі Одулок (1906–1938)[14].